# 132
132 (сто тридесет и втора) година по юлианския календар е високосна година, започваща в понеделник. Това е 132-рата година от новата ера, 132-рата година от първото хилядолетие, 32-рата година от 2 век, 2-рата година от 4-то десетилетие на 2 век, 3-та година от 130-те години. В Рим е наричана Година на консулството на Серии и Сергиан (или по-рядко – 885 Ab urbe condita, „885-а година от основаването на града“).

## Събития
- Консули в Рим са Гай Серии Авгурин и Гай Требий Сергиан.